# کوی جماران

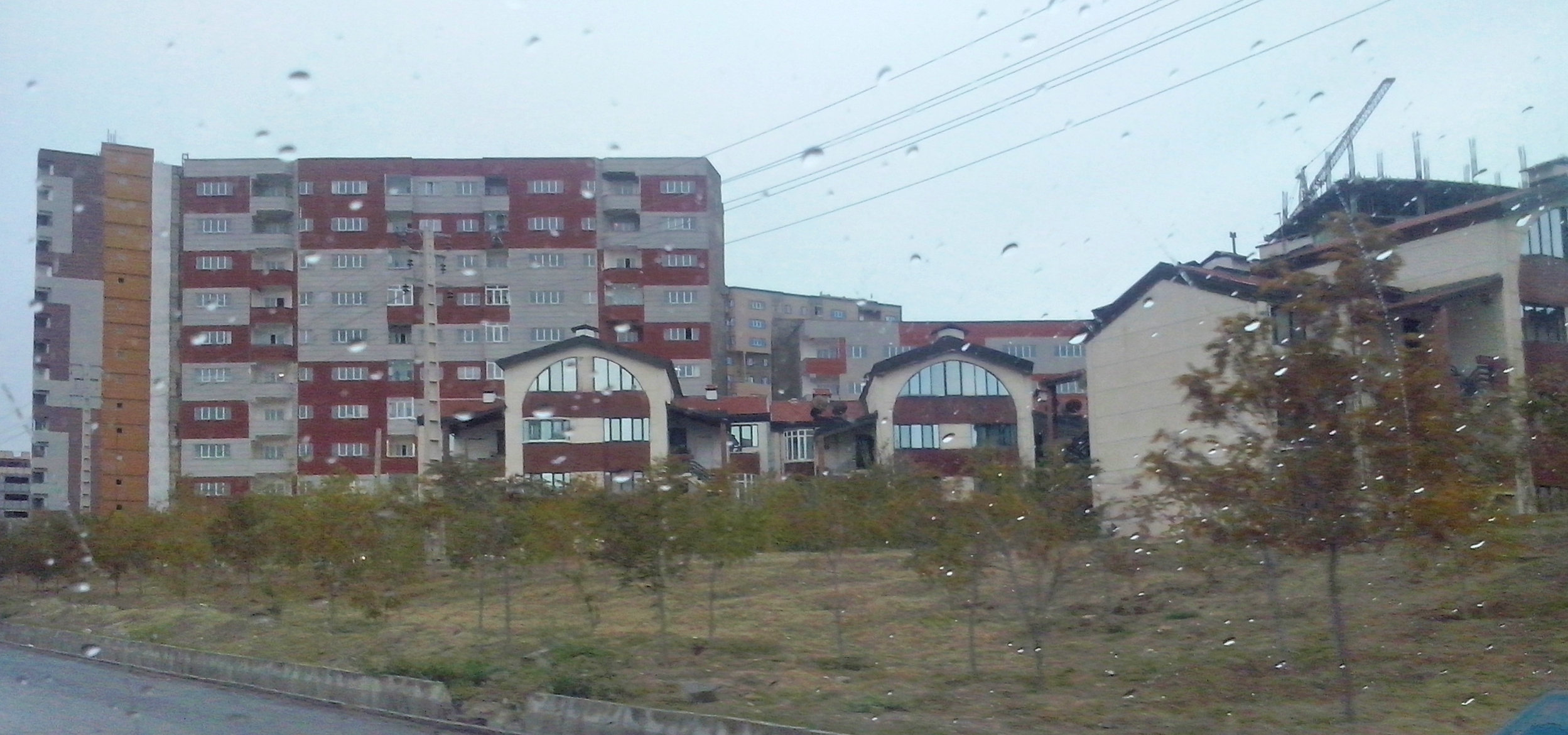
کوی جماران تبریز.

جماران نام یک کوی مسکونی در شرق تبریز است که از سال  ۱۳۷۵ ساخت و ساز ساختمان‌های آن آغاز شده‌است. این کوی مسکونی در ابتدا مجتمع بسیج خوانده می‌شد ولی بعدها به جماران تغییر نام داد.
حسینیه جماران واقع در قسمت غربی کوی در سال ۸۵ و ظرف مدت یک ماه ساخته شد. این حسینیه در رمضان این سال افتتاح شد.